# Amethystohrkolibri
Der Amethystohrkolibri (Colibri serrirostris), manchmal auch nur Amethystohr genannt, ist eine Vogelart aus der Familie der Kolibris (Trochilidae). Die Art hat ein großes Verbreitungsgebiet, das die südamerikanischen Länder Brasilien, Bolivien, Paraguay und Argentinien umfasst. Der Bestand wird von der IUCN als „nicht gefährdet“ (least concern) eingestuft. Die Art gilt als monotypisch.

## Merkmale
Der männliche Amethystohrkolibri erreicht eine Körperlänge von etwa 12,5 Zentimetern bei einem Gewicht von ca. 7 Gramm, während das Weibchen nur ca. 11 Zentimeter groß wird bei einem Gewicht von ca. 6 Gramm. Die Oberseite und die Flügeldecken des Männchens sind dunkelgrün mit einem leichten Blauschimmer. Die schuppige Kehle glänzt leuchtend grün und setzt sich deutlich von der blaugrünen Unterseite ab. Am Ohr hat es einen amethystfarbenen Flecken. Die Flügel sind schwärzlichpurpurn. Der ca. 47 Millimeter lange, blaugrüne Schwanz weist eine subterminale blaue Binde auf. Die Unterschwanzdecke ist weiß. Der Schnabel und die Füße sind schwarz. Das Weibchen ist ähnlich, jedoch etwas kleiner und weniger intensiv gefärbt als das Männchen. Der untere Bauchteil ist grau. Der Hinterrücken ist von grauen Säumen durchzogen. Die äußeren Steuerfedern haben grauweiße Spitzen.

## Verbreitung und Lebensraum

Verbreitungsgebiet des Amethystohrkolibris

Das Verbreitungsgebiet reicht von Bolivien über das zentrale Paraguay bis in den Süden und Osten Brasiliens in die Bundesstaaten Mato Grosso, Goiás, Bahia und Espírito Santo sowie bis in den Nordwesten Argentiniens in den Süden der Provinz Córdoba. In der Blütezeit trifft man Amethystohrkolibris häufig an Eukalypten und Kapokbäumen.

## Verhalten
Der Amethystohrkolibri ist nicht territorial und wandert. So wird er außerhalb der Brutzeit normalerweise nicht in seinen typischen Brutgebieten angetroffen. Vor allem in den Abendstunden sitzt er ähnlich wie die Fliegenschnäpper auf einem Ast, von dem aus er seine Jagd auf Insekten startet. Sein napfförmiges Nest baut er seitlich an die senkrechten Zweige eines Strauches oder in einer Astgabel. Es besteht überwiegend aus den Flugsamen von Korbblütlern und Baumwatte. Diese verflechtet er mit Spinnfäden und wenigen Blätterteilen oder Blütenhüllblättern. In einem Versuch haben die Wissenschaftler Paolo Ioala und Floriano Papi nachgewiesen, dass der Amethystohrkolibri durch olfaktorische Wahrnehmung zwischen verschiedenen Gerüchen wie Lavendel, Jasmin, Eukalyptus, Essigsäureamylester, Terpentin und keinem Geruch unterscheiden kann.

## Etymologie und Forschungsgeschichte
Louis Pierre Vieillot beschrieb den Amethystohrkolibri unter dem Namen Trochilus serrirostris. Das Typusexemplar stammte aus Brasilien. Erst 1824 wurde die Art von Johann Baptist von Spix der neu geschaffenen Gattung Colibri zugeschlagen. Allerdings verwendete Spix das Synonym Colibri crispus. Der Name Kolibri wurde im 18. Jahrhundert aus dem Französischen entlehnt (frz. colibri) und stammt wohl aus einer karibischen Sprache. Serrirostris setzt sich aus den lateinischen Wörtern serra für „Säge“ und -rostris, rostrum für „-schnäblig, Schnabel“ zusammen. Alfred Laubmann ist der erste, der die Art als gesichert, aber auch sehr selten in Paraguay angibt.